# 1951 في روسيا
فيما يلي قوائم الأحداث التي وقعت خلال عام 1951 في روسيا.

## رياضة
- 1 يناير – بطولة العالم للشطرنج 1951

## مواليد

### مارس
- 30 مارس – سيرغي تيريشنكو

### أبريل
- 7 أبريل – فلاديمير أرزاماسكوف
- 15 أبريل – فلاديمر ميخائيلوفيتش فيليببوف رياضياتي روسي.
- 21 أبريل – ألكسندر لافيكن

### مايو
- 2 مايو – ليودميلا ناروسوفا سياسية روسية.
- 23 مايو – أناطولي كاربوف

### يونيو
- 23 يونيو – سيرغي سكريبال ضابط روسي سابق أدين بالتجسس لمصلحة المملكة المتحدة.

### سبتمبر
- 28 سبتمبر – سيرجى رولدجين

### أكتوبر
- 23 أكتوبر – فياتشيزلاف تشانوف لاعب كرة قدم روسي.

### نوفمبر
- 9 نوفمبر – ألكسندر بيلوف

### ديسمبر
- 17 ديسمبر – تاتيانا كازانكينا

## وفيات

### فبراير
- 21 فبراير – كترزنا كوبرو (مواليد 1898) نحاتة روسية.

### مايو
- 12 مايو – فاسيلي ميخائيلوفيتش أليكسييف (مواليد 1881)